# Alex Smith (amerikaifutball-játékos)
Alexander Douglas Smith (Bremerton, Washington, 1984. május 7. –) amerikaifutball-játékos, aki irányítóként 16 idényt töltött el a National Football League-ben (NFL). Egyetemi szinten a Utah Utes csapatában játszott, ahol kiemelkedő teljesítményének köszönhetően All-American első csapatos elismerésben részesült, majd a végzős évében megnyerte a 2005-ös Fiesta Bowlt. Az egyetemi sikereinek köszönhetően, a 2005-ös drafton első helyen választotta ki őt a San Francisco 49ers, ahol később összesen 8 évet töltött el.
Pályafutása első éveit hullámzó teljesítmény és sérülések jellemezték, mígnem 2011-ben megjött az áttörés. Smith vezérletével a 49ers megszerezte első divíziógyőzelmét 2002 óta, és a csapat sikerrel vette a rájátszás első körét is. A menetelés végül az NFC-döntőig tartott, amihez hasonlóra utoljára 1997-ben volt példa a 49ers történetében. A következő évben azonban egy agyrázkódás miatt elveszítette kezdő pozícióját a csereirányító Colin Kaepernickkel szemben. Ezután a Kansas City Chiefshez került, ahol 2013 és 2017 között négy alkalommal is bejuttatta a csapatot a rájátszásba, megszerezve a franchise történetének első egymást követő divíziógyőzelmeit, valamint 2015-ben az első playoff-győzelmét 1993 óta. A Chiefs színeiben háromszor választották be a Pro Bowlba, 2017-ben pedig ő vezette az NFL-t passzpontosságban. 2018-ban a Washington Redskinshez cserélték, hogy helyet adjon a Chiefs másodéves tehetségének, Patrick Mahomesnak. Smith kulcsszerepet játszott Mahomes fejlődésében, aki később az NFL legértékesebb játékosa lett.
Első washingtoni szezonjában súlyos, életveszélyes lábsérülést szenvedett, amely majdnem amputációhoz vezetett. Bár legtöbben úgy gondolták, hogy többé már nem léphet pályára, hosszas és kitartó rehabilitációt követően 2020-ban mégis visszatért. A szezon közben ismét ő lett kezdő irányító, majd az alapszakasz végén divíziógyőzelmet ünnepelhetett a csapatával. A teljesítményét végül az Év Visszatérő Játékosa díjjal (NFL Comeback Player of the Year) jutalmazták. 2021 tavaszán azonban elköszönt tőle a Washington, amelyet követően hivatalosan is bejelentette a visszavonulását. Látványos visszatérését sokan az NFL történetének egyik legnagyobb sikertörténeteként tartják számon.

## Korai évei
Alex Smith 1984. május 7-én született a Washington állambeli Bremertonban, de gyermekkorát már a Kalifornia állambeli La Mesaban töltötte. Édesapja, Douglas D. Smith, a Helix középiskola ügyvezető igazgatójaként dolgozott, ahol Smith is tanult.
A Helix Highlanders kezdő irányítójaként Smith a középiskola utolsó két évében 25–1-es mértleget tudott felmutatni,  miközben csapatával kétszer is megnyerték a San Diego-i CIF területi bajnokságot. Teljesítményének köszönhetően első csapatos lett mind konferencia, mind megyei szinten. Kétszer választották meg a konferencia legjobb támadójátékosának, és kétszer lett a csapatának legértékesebb játékosa. Egy mérkőzésen hat touchdown-passzal iskolarekordot állított fel, és emellett a San Diego-i CIF történetének második legjobb passzpontossági mutatóját érte el. A Helixben töltött évei alatt csapattársa volt a későbbi NFL-sztár, Reggie Bush is. Később mindketten a döntőbe jutottak a 2004-es Heisman-trófea szavazásán, így ez volt az első alkalom, hogy ugyanabból a középiskolából két játékos is jelen volt a díjátadón. Bush egy évvel később, 2005-ben el is nyerte az elismerést.
Smith emellett évfolyamelnökként is tevékenykedett a végzős évében, főiskolai krediteket szerzett a San Diegoi Állami Egyetem előkészítő programján keresztül, és egy tucat emelt szintű vizsgát is tett.

## Egyetemi karrier
Alex Smith a Utahi Egyetem hallgatója volt, ahol az egyetemi futballcsapat tagjaként a 11-es mezszámot viselte. A 2004-es Heisman-trófea szavazásán negyedik helyen végzett, valamint ugyanebben az évben a Mountain West konferencia Év Játékosának választották. Egyetemi pályafutása során kezdő irányítóként 21 győzelmet és mindössze 1 vereséget könyvelhetett el, miközben Urban Meyer vezetőedző irányítása alatt egy rendkívül eredményes, úgynevezett „spread” támadórendszert vezetett. Vezetésével az Utes megnyerte a 2003-as Liberty Bowlt és a 2005-ös Fiesta Bowlt is. Tanulmányai során két év alatt megszerezte közgazdaságtan alapszakos diplomáját, majd mesterképzésbe is belekezdett, mielőtt profi játékosként draftolták.

### Egyetemi statisztikái
|          |          | Passz | Passz | Passz | Passz | Passz | Passz | Passz | Futás | Futás | Futás |
| Év       | Csapat   | GP    | Cmp   | Att   | Pct   | Yds   | TD    | Int   | Att   | Yds   | TD    |
| -------- | -------- | ----- | ----- | ----- | ----- | ----- | ----- | ----- | ----- | ----- | ----- |
| 2002     | Utah     | 2     | 2     | 4     | 50.0  | 4     | 0     | 1     | 2     | −11   | 0     |
| 2003     | Utah     | 11    | 173   | 266   | 65.0  | 2247  | 15    | 3     | 149   | 452   | 5     |
| 2004     | Utah     | 12    | 214   | 317   | 67.5  | 2952  | 32    | 4     | 135   | 631   | 10    |
| Összesen | Összesen | 25    | 389   | 587   | 66.3  | 5203  | 47    | 8     | 286   | 1072  | 15    |

## NFL karrier

### Draft előtt
| Height                                    | Weight         | Arm length         | Hand span         | 40-yard dash | 10-yard split | 20-yard split | 20-yard shuttle | Three-cone drill | Vertical jump  | Broad jump         | Wonderlic |
| ----------------------------------------- | -------------- | ------------------ | ----------------- | ------------ | ------------- | ------------- | --------------- | ---------------- | -------------- | ------------------ | --------- |
| 6 ft 4+1⁄8 in (1.93 m)                    | 217 lb (98 kg) | 31+3⁄4 in (0.81 m) | 9+1⁄8 in (0.23 m) | 4.71 s       | 1.67 s        | 2.80 s        | 3.96 s          | 6.82 s           | 32 in (0.81 m) | 9 ft 5 in (2.87 m) | 40        |
| Minden érték az NFL Combine-tól származik |                |                    |                   |              |               |               |                 |                  |                |                    |           |

Az NFL Combine során Smith 4,7 másodperc alatt teljesítette a 40 yardos távot. A súlypontemelkedésének felmérésén 81 centiméteres függőleges ugrást mutatott be. A Wonderlic intelligenciateszten pedig a maximális 50 pontból 40-et ért el.

### San Francisco 49ers

#### 2005-ös szezon
A 2005-ös draftra fordulva a San Francisco 49ers birtokolta az első választási jogot, amely előtt Mike Nolan személyében egy határozott személyiségű edzőt neveztek ki. Nolan a draft előtt figyelemmel kísérte Aaron Rodgers játékát is, azonban úgy vélte Rodgers hozzáállása kevésbé lenne összeegyeztethető az övével. Ennek is köszönhetően Alex Smith lett a 2005-ös NFL-draft első kiválasztottja. Ezt követően 2005 júliusában Smith egy hat évre szóló, 49,5 millió dolláros szerződést írt alá a 49ersszel, amelyből 24 millió dollár garantált összeg volt. 
Újonc szezonja nem sikerült túl jól, az egész alapszakasz alatt sérülésekkel küzdött, így hol a kezdőcsapatban, hol a kispadon találta magát. Összesen kilenc mérkőzésen lépett pályára, ezeken mindössze egy touchdown-passzt dobott, mely mellé tizenegy interception társult.

#### 2006-os szezon
Az újoncként megélt nehézségek után Smith a 2006-os idényt egy új támadókoordinátorral, Norv Turnerrel, valamint egy megerősített támadósorral kezdte meg. A 49ers az első körös választásával a tight end Vernon Davist szerezte meg, emellett a futóposzton is változtatásokat eszközöltek. Elcserélték a gyengén teljesítő Kevan Barlow-t a Jetshez, így Frank Gore lépett elő első számú futóvá.
Az irányító a holtszezonban is keményen dolgozott. Napi szinten gyakorolt az új támadókoordinátorral, az elkapókkal és a tight enddel, miközben a technikáján csiszolt és az izomtömegét is megnövelte. A megerősített támadósor egyértelműen hozzájárult Smith fejlődéséhez a második évében, különösen a szezon elején. Az első három mérkőzésén három touchdownt dobott interception nélkül, és összesen 814 yardot passzolt. Bár Kansas Cityben gyengébben teljesített, az azt követő Oakland Raiders elleni találkozón három touchdownt szerzett, ami karriercsúcsot jelentett számára. Az ezt követő öt találkozón azonban ismét megmutatkoztak a tanulási nehézségek. Meccsenként átlagosan csupán 153 yardot passzolt, a hat touchdown mellé pedig kilenc interception is társult. A problémák ellenére azonban novemberben hárommeccses győzelmi sorozatot tudhatott magának a 49ers.
2006. november 5-én találkozott először Joe Montanával egy Vikings elleni mérkőzés alkalmával. A 49ers aznap az 1989-es csapat retró mezében lépett pályára, amelyet annak idején Joe Montana és társai viseltek. A San Francisco végül 9–3-ra győzött, meglepetést okozva a Minnesota Vikings ellen.
A 15. fordulóban a 49ers győzelmi kényszerben utazott a csoportrivális Seattle Seahawkshoz, ahol csütörtök esti rangadót játszott. Az NFL Network közvetítése során Cris Collinsworth megjegyezte, hogy ha NFL-csapatot indítana, a Broncos újonc irányítóját, Jay Cutler-t választaná Alex Smith és a többi újonc, Matt Leinart és Vince Young helyett – és hozzátette, hogy Smith még csak meg sem közelíti a többiek szintjét. A negyedik negyed kezdetén a 49ers 7–3-as hátrányban volt, a győzelem pedig nem tűnt valószínűnek. Smith azonban kiválóan játszott az utolsó negyedben, és egy hosszú touchdownnal végződő támadósorozatot követően megszerezték a 10–7-es vezetést.  Később, ugyanebben a negyedben ismét kiosztott egy touchdown passzt. A szinte biztos sack elől kitérve, balra kimozogva passzolt Frank Gorenak, aki touchdownra váltotta az átadást, így a 49ers 10 pontos előnyre tett szert. A következő támadás során Smith egy újabb touchdownnal bebiztosította a győzelmet, ahol egy „naked bootleg” futással maga ért be a célterületre. Collinsworth már korábban is megjegyezte a meccsen, hogy „Alex Smith a legjobb formáját hozza, amit valaha láttam tőle. Ez a támadás volt a legjobb, amit láttam.” Smith futott touchdownját követően pedig hozzátette: „Micsoda második félidőt látunk tőle!”
A következő heti Cardinals elleni vereség után a 49ers a 2006-os szezon utolsó mérkőzését a rájátszásért küzdő Denver Broncos ellen játszotta. A 49ers nagy meglepetésre legyőzte a Broncost, mellyel kiütötte őket a rájátszásból. Az INVESCO Fielden rendezett találkozón Smith 194 yardot és egy touchdownt passzolt. Három héten belül pedig másodszor vezette győzelemre csapatát hátrányból fordítva.
Az irányító jelentős fejlődést mutatott második szezonjára. Az idényt 2890 passzolt yarddal, 16 touchdownnal, 16 interceptionnel és 74,8-as irányítómutatója zárta, mindez előrelépést jelentett újoncévéhez képest. Emellett Smith lett a 49ers történetének első irányítója, aki egy teljes szezont figyelembe véve minden egyes snapnél a center mögött állt fel.

#### 2007-es szezon
A 2007-es szezonra Smith három év alatt már harmadik alkalommal találta magát új támadókoordinátor irányítása alatt, ugyanis Norv Turner-t kinevezték a San Diego Chargers vezetőedzőjévé, helyét pedig Jim Hostler vette át a 49ers-nél. Hostler játékrendszere a Turner által bevezetett támadójáték és a 2005-ben Mike McCarthy által használt West Coast offense rendszer elemeit ötvözte. A holtszezonban a csapat megerősítette az elkapósort és új célpontokat hozott Smith számára. Darrell Jackson mellett Ashley Lelie és az újonc Jason Hill csatlakozott a csapathoz.
A 49ers a szezonnyitón az Arizona Cardinals ellen lépett pályára, ahol az irányító vezérletével 20–17-re győztek a csoportriválissal szemben. Kevesebb mint két perccel a vége előtt azonban még 17–13-as hátrányban volt a San Francisco. Smith a mérkőzésen 31 passzkísérletből 15-öt értékesített. Végül 126 passzolt és 37 futott yarddal zárt, utóbbit két futáskísérletből.
Szeptember 30-án, a Seattle Seahawks elleni találkozó első negyedében Smith ismét megsérült, miután a Seahawks védőfalembere, Rocky Bernard a földre vitte. Az ütközés következtében megsérült a jobb válla, bár a kezdeti diagnózis szerint nem volt szükség műtétre. Az irányító ennek ellenére kihagyta a következő három mérkőzést, majd 2007. október 28-án tért vissza újra a kezdő pozícióba.
Alex Smith visszatérése ellenére a San Francisco 49ers egészen november 25-ig nem tudott mérkőzést nyerni. Az NFL összes irányítója közül, akik elegendő játékidővel rendelkeztek a statisztikai értékeléshez, csak a Jets játékosa, Kellen Clemens rendelkezett rosszabb irányítómutatóval Alex Smith-nél (57,2). Smith kevesebb mint 50%-ban volt pontos a passzai során, ami jócskán elmaradt a liga 60%-os átlagától. Időközben egyre feszültebbé vált a viszonya a csapat vezetőedzőjével, Mike Nolannel, a sérülése súlyosságát illetően. Nolan többször fejezete ki nyilvánosan a kétségeit az irányító hozzállásával kapcsolatban, aki véleménye szerint nem tesz meg mindent a visszatéréséért. Smith ezzel szemben úgy érezte, a sérülés továbbra is kihat a passzainak pontosságára, amit több Seahawks-játékos is megerősített. A november 12-i Seahawks elleni vereséget követően Nolan úgy döntött pihenteti Smith-t, helyére pedig Trent Dilfer-t nevezte a kezdőcsapatba. James Andrews ortopédsebész a döntés után megállapította, hogy az irányító válla nem gyógyult olyan mértékben, mint azt korábban remélték. Ennek eredményeként 2007. december 11-én Smith-t sérültlistára tették, ami után vállműtéten esett át, ezzel pedig véget ért számára a szezon.

#### 2009-es szezon

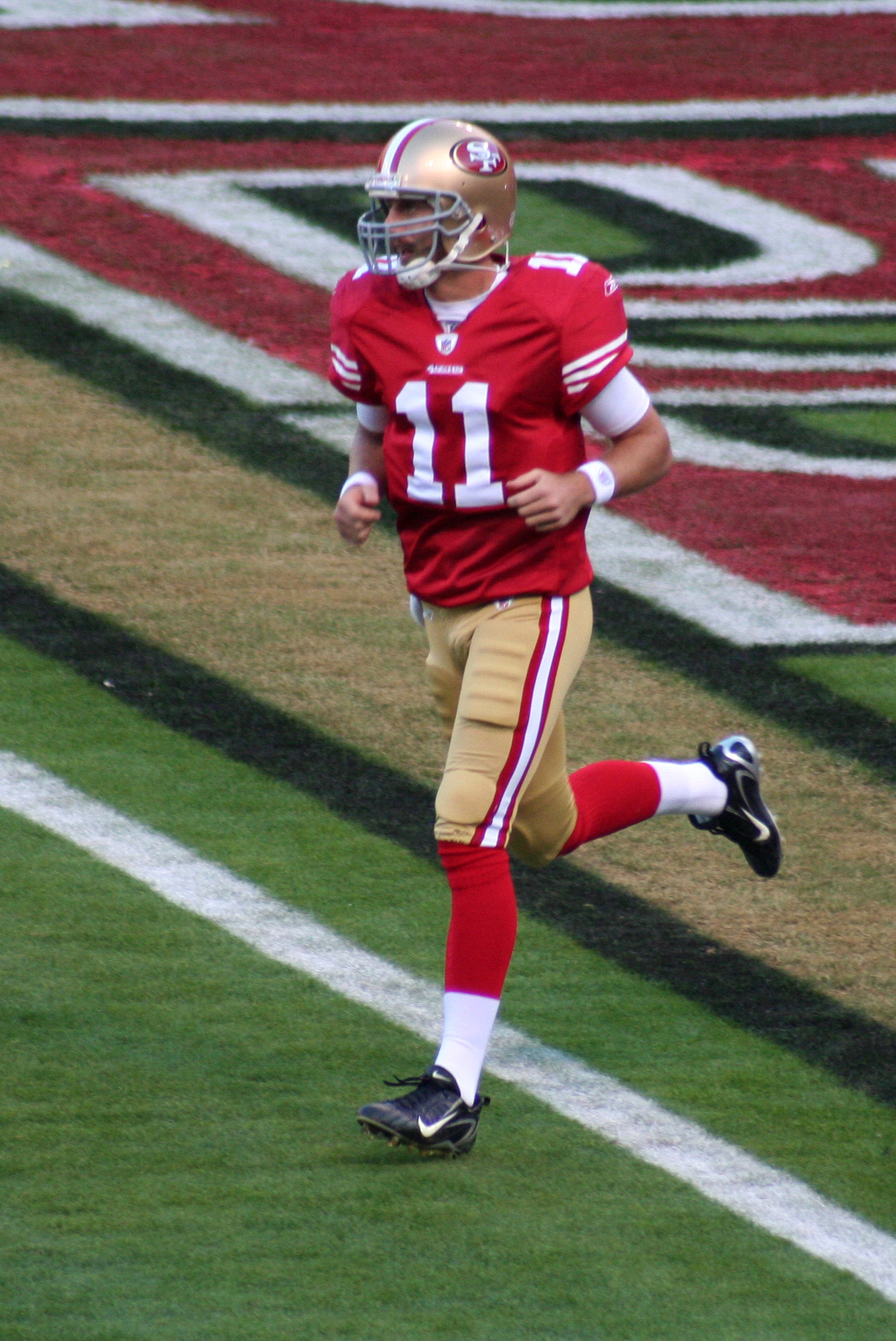
Alex Smith 2009-ben a San Francisco 49-ers csapatánál

### Kansas City Chiefs

#### 2013-as szezon
2013. február 27-én, a 49ers megegyezett a Kansas City Chiefssel Smith eladásáról, cserébe pedig egy 2013-as második körös draft picket, valamint egy 2014-es évi 4. kört kapott Smith-ért. A szerződés március 12-én az új szezon kezdetén vált hivatalossá.
Miután a szerződés hivatalosan is létrejött, Andy Reid, a Chiefs vezetőedzője, kijelentette, hogy a 2013-as szezonban Alex Smith lesz a Chiefs kezdő irányítója. A csapatnál a játékosok és az edzők is egyaránt jó véleménnyel voltak róla és a magas futball intelligenciáját, valamint a passz pontosságát dicsérték. Az irányítók edzője, Matt Nagy, is hasonló véleményen volt, Smitht "szuper intelligensnek" nevezte és minden megvan benne aminek egy jó irányítóban lennie kell. A szezon remekül sikerült számára, mivel első évében máris a rájátszásba vezette a Chiefset, azonban a Wild Card körön nem jutottak túl, ahol az Andrew Luck vezette Indianapolis Colts jelentette a szezon végét számukra. Ezen a mérkőzésen Smith 4 TD-t és 378 yardot hozott össze, emellett egy interceptiont sem dobott, ám ez sem volt elég a győzelemhez. A meccs végül 45–44-el zárult a Colts javára. Ugyanebben az évben beválasztották a Pro Bowlra, mely első volt a karrierje során. A mérkőzésen, melyet minden évben megrendeznek, kiválóan játszott. A legtöbb futott és passzolt yardot szerezte, továbbá holtversenyben a legtöbb TD-t, köztük a mérkőzést eldöntő touchdownt is. Ezzel pedig 22–21 arányban a Jerry Rice vezette csapat nyert, Deion Sander csapatával szemben.

#### 2014-es szezon

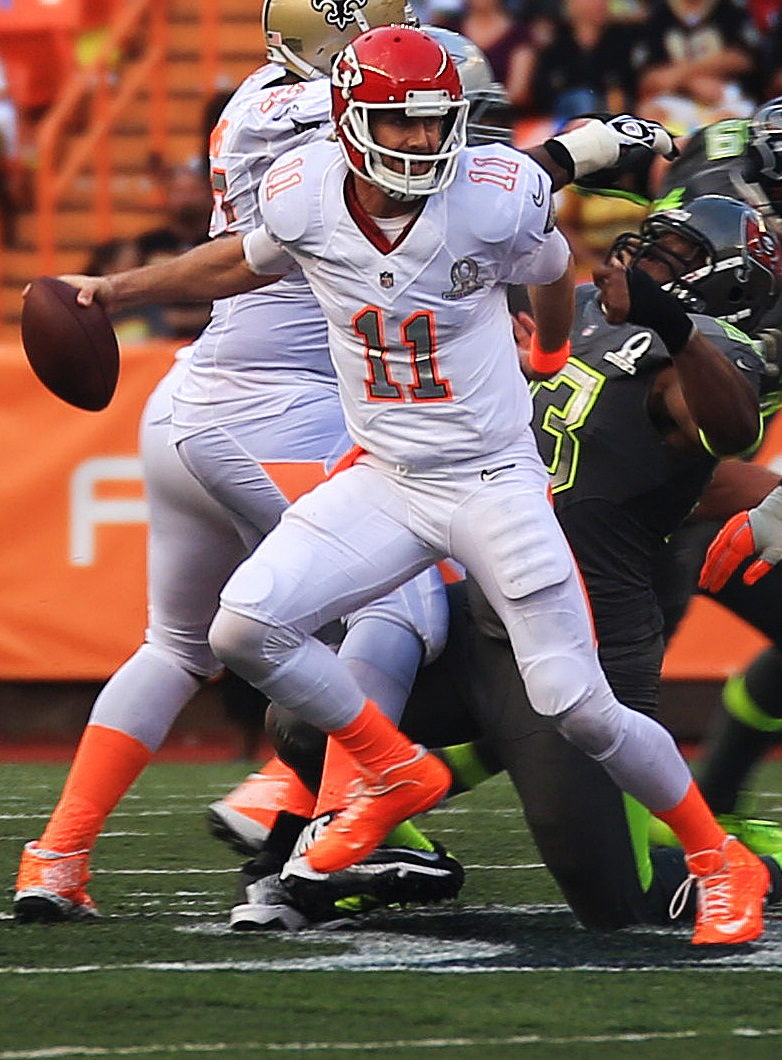
Alex Smith a 2014-es Pro Bowlon

2014. augusztus 31-én, Smith és a Chiefs egy négyéves szerződés hosszabbításról állapodtak meg. Ebben a szezonban 15 mérkőzésen szerepelt, a passzai 65,3%-a volt sikeres, miközben 3265 yardot és 18 touchdownt termelt 6 interception mellett. Azonban a 9–7-es mérleg ellenére, nem kerültek be a rájátszásba.

#### 2015-ös szezon
Egy újabb kemény szezon után Alex Smitht ismét beválasztották a Pro Bowl keretbe, ám végül ezt nem vállalta. A 2013-as szezont követően ismét bejutottak a rájátszásba egy 11–5-ös mérlegnek hála. A Wild Card körben a Houston Texans ellen mérkőztek meg, akiket 30–0-ás arányban múltak felül. Smith 190 passzolt yardja mellett 1 touchdownt és 1 interceptiont könyvelhetett el. A Főcsoport-elődöntőt a New England Patriots otthonában a Gillette Stadionban rendezték meg, ahol a Patriots 27–20 arányban legyőzte Kansas City Chiefset. A vereség ellenére, a Chiefs lett az első olyan csapat a ligában, amely 1–5-ös mérleget követően bejutott a rájátszásba és mérkőzést is tudott nyerni. A szezon végén Alex Smith megosztva nyerte el a Derrick Thomas Díjat, a safety, Eric Berry csapattársával, melyet a csapat legértékesebb játékosa kapja meg az adott évben, a Chiefs játékosai és az edzői szavazatai alapján. Ezenkívül a Sports Illustrated Smitht nevezte az NFL legjóképűbb irányítójának, mely elismerést korábban Tom Brady is elnyerte. Az alapszakaszban az irányító 3486 yardot passzolt, 20 touchdownt és 7 interceptiont dobott, emellett 65,3%-os pontossággal passzolt. Futás tekintetében 498 yardot és 2 touchdownt ért el 84 próbálkozásból, átlagosan 5,9 yardot megtéve. Továbbá 81. helyre jelölték a 2016. évi Top 100 NFL játékos listán.

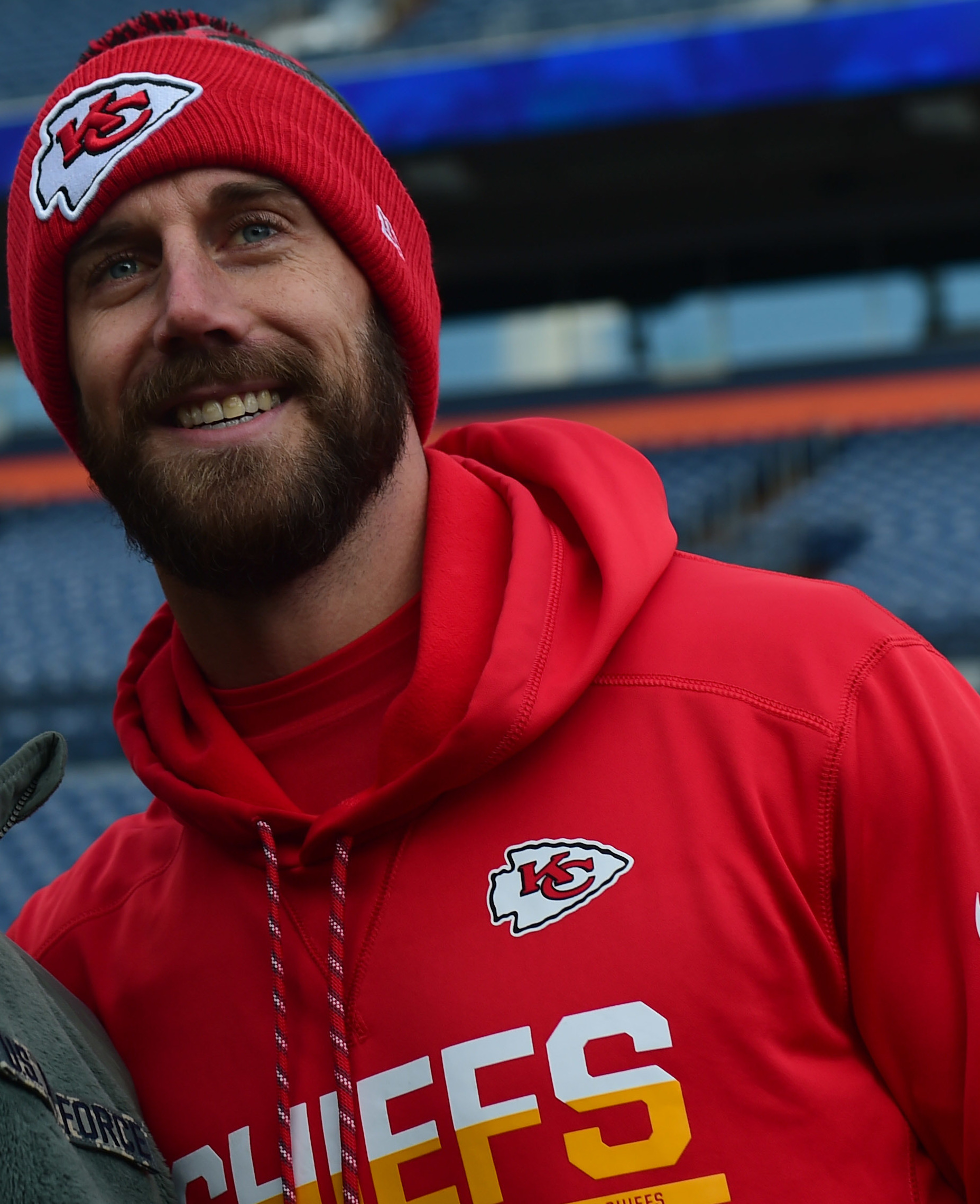
Smith 2016-ban

#### 2016-os szezon
A szezon első mérkőzésén a San Diego Chargers ellen léptek pályára az Arrowhead stadionban, ahol 24–3-as harmadik negyedes állás ellenére, a Chiefs nyerni tudott 33–27-re. A meccset végül Smith nyerte meg egy 2 yardos touchdown futással. Ezzel a negyedik negyedes hajrával, ez lett a Kansas City Chiefs történetének legnagyobb fordítása (Ez a rekord a 2019-es szezon rájátszásáig állt fent, ahol a Chiefs 24 pontos hátrányból állt fel a Houston ellen) és pozitív mérleggel kezdte meg a szezont. 2016-ban Alex Smith 328 sikeres passzkísérlettel zárt, emellett 3502 yardot passzolt, mely eddigi évei alapján a legjobb volt, annak ellenére hogy egy mérkőzést kihagyott szezon közben. Ezenkívül a 2016-os alapszakaszban szerezte a legtöbb futott touchdownját karrierje során, szám szerint ötöt, ebből pedig hármat az utolsó 3 mérkőzésen. Smith az előző évhez hasonlóan ismét rájátszásba vezette a Chiefset, azonban ebben évben megnyerték az AFC West csoportját és 2. kiemeltként jutottak tovább a New England Patriots mögött, így nem kellett játszaniuk Wild card körben. Viszont ezek után kikaptak a főcsoport mérkőzésen a Pittsburgh Steelers ellen 18–16 arányban. A szezon végén Smitht ismét a 81. helyre jelölték a 2017. évi Top 100 NFL játékos listán.

#### 2017-es szezon
Az Alex Smith vezette Kansas City Chiefs a szezonnyitó mérkőzéssel kezdte meg a 2017-es alapszakaszt, ahol az előző évi bajnokkal, a New England Patriotssal találkozott. Smith remek teljesítményt nyújtott, 4 touchdown passz mellett 368 yardot passzolt, amellyel az első fordulóban elnyerte a Hét Támadójátékosa címet az AFC-ben, ami az első volt a karrierje során. Végül a Chiefs 42–27-re le is győzte a regnáló bajnokot. A New York Jets ellen a 13. héten Smith 366 passzolt yarddal és 4 touchdownnal végzett. Az első negyed első 5 percében már két touchdown passzt is kiosztott a tight end Travis Kelce számára, amellyel gyors 14–0 vezetést szereztek. A kiváló teljesítményt azonban beárnyékolta a védelem által összeszedett büntetések és az elkövetett hibáik. Így végül 38–31 arányban elvesztette a mérkőzést a Chiefs. Smith a Jets elleni teljesítményével a modern korszak első olyan játékosa lett, aki egy adott mérkőzésen belül dobott egy 70 yardos passzot, illetve futott 70 yardot. A már biztosított rájátszási hely birtokában, Smith a 17. játékhéten pihenőt kapott, így debütálhatott a Denver Broncos ellen az NFL-ben a Chiefs 2017-es draft első körében választott játékosa Patrick Mahomes. A 2017-es alapszakaszt végül 4042 passzolt yarddal és 26 touchdownnal zárta Alex Smith, amely mindkét esetben karriercsúcsot jelentett számára. A 2018-as Pro Bowlra alternatív játékosnak választották, ám végül Philip Rivers sérülésének köszönhetően pályára lépett és egy touchdownt is kiosztott. Összességében a 2017-es szezont Smith 4042 passzolt yarddal (8. legtöbb ebben az évben az NFL-ben), 26 touchdownnal és 5 interceptionnel zárta, valamint 104,7 passer ratinggel, amellyel liga első volt. Azonban a rájátszás Wild Card fordulójában a Tennessee Titans 22–21-es eredménnyel búcsúztatta a Kansas City Chiefset. A mérkőzést Alex Smith 264 passzolt yarddal és két touchdownnnal fejezte be.

### Washington Redskins

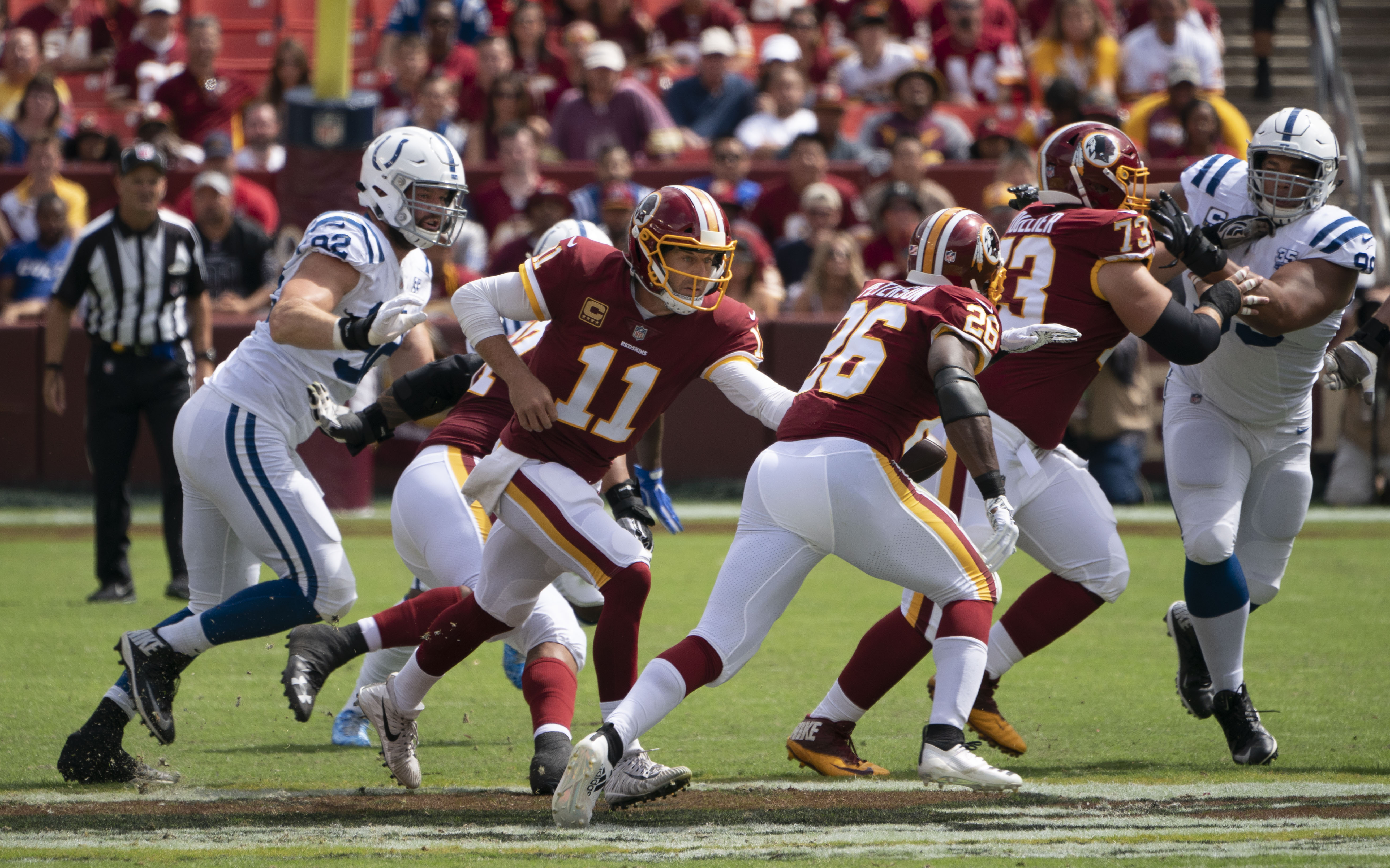
Alex Smith Adrian Petersonnak nyújtja át a labdát egy 2018-as Indianapolis Colts elleni alapszakasz mérkőzésen

2018. január 30-án a Kansas City vezetői beleegyeztek, hogy Smith-t a Washington Redskinshez cserélik Kendall Fuller cornerbackért és egy harmadik körös választásért (összességében 78.) a 2018-as NFL Drafton. A csere március 14-én az új ligaév első napján vált hivatalossá. Ezután pedig egy négyéves, 94 millió dolláros szerződés hosszabbítását írt alá. Debütáló mérkőzésén 255 passzolt yarddal és két touchdownnal segítette csapatát győzelemhez az Arizona Cardinals ellen. A szezon első kilenc fordulója után a Redskins 6–3-as mérleggel állt. 2018. november 18-án a 11. héten, Smith nagyon súlyos sérülést szenvedett, amikor a Houston Texans két játékosa, Kareem Jackson és J. J. Watt sackelte őt. Az irányítót azonnal kórházba szállították, ahol kiderült, hogy eltörött a sípcsontja és a szárkapocscsontja is a jobb lábában. Alex Smith sérülése emellett párhuzamba állítható Joe Theismann esetével, aki nem sokkal utána vissza is vonult. A korábbi Redskins irányítónak ugyanúgy a jobb lába sérült meg és a két sérülés között napra pontosan 33 év telt el. Továbbá Smith is a 40 yardos vonalon sérült meg és mindkét mérkőzésen 21–23-ra kapott ki a fővárosi csapat.

## Sportközvetítői karrier

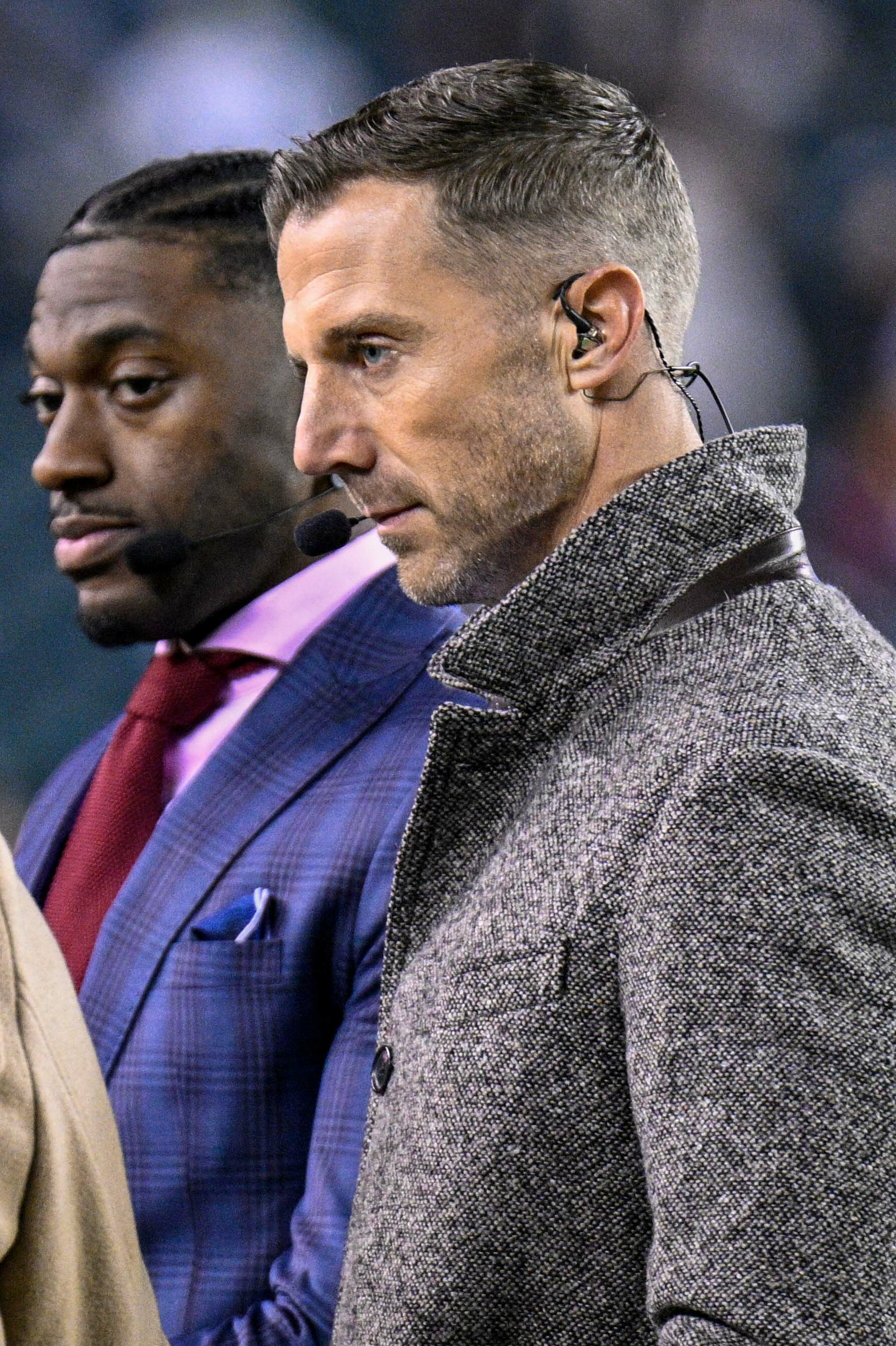
Smith (jobbra) a 2022-es Monday Night Countdown műsor egyik elemzőjeként tevékenykedik.

Smith 2021 augusztusában csatlakozott az ESPN-hez, ahol NFL-elemzőként dolgozik a SportsCenter és a Monday Night Countdown, valamint a csatorna egyéb műsorai számára.

## Statisztikák

### Alapszakasz
| Jelmagyarázat | Jelmagyarázat   |
| ------------- | --------------- |
|               | Vezette a ligát |
| Vastagított   | Karrier csúcs   |

| Év      | Csapat  | GP  | GS  | W–L     | Passz                      | Passz                      | Passz                      | Passz                      | Passz                      | Passz                      | Passz                      | Passz                      | Futás                      | Futás                      | Futás                      | Futás                      | Sack                       | Sack                       | Fumble                     | Fumble                     |
| Év      | Csapat  | GP  | GS  | W–L     | Cmp                        | Att                        | Pct                        | Yds                        | Avg                        | TD                         | Int                        | Rtg                        | Att                        | Yds                        | Avg                        | TD                         | Sck                        | SckY                       | Fum                        | Lost                       |
| ------- | ------- | --- | --- | ------- | -------------------------- | -------------------------- | -------------------------- | -------------------------- | -------------------------- | -------------------------- | -------------------------- | -------------------------- | -------------------------- | -------------------------- | -------------------------- | -------------------------- | -------------------------- | -------------------------- | -------------------------- | -------------------------- |
| 2005    | SF      | 9   | 7   | 2–5     | 84                         | 165                        | 50.9                       | 875                        | 5.3                        | 1                          | 11                         | 40.8                       | 30                         | 103                        | 3.4                        | 0                          | 29                         | 185                        | 11                         | 3                          |
| 2006    | SF      | 16  | 16  | 7–9     | 257                        | 442                        | 58.1                       | 2890                       | 6.5                        | 16                         | 16                         | 74.8                       | 44                         | 147                        | 3.3                        | 2                          | 35                         | 202                        | 10                         | 5                          |
| 2007    | SF      | 7   | 7   | 2–5     | 94                         | 193                        | 48.7                       | 914                        | 4.7                        | 2                          | 4                          | 57.2                       | 13                         | 89                         | 6.8                        | 0                          | 17                         | 121                        | 6                          | 5                          |
| 2008    | SF      | 0   | 0   | —       | Sérülés miatt nem játszott | Sérülés miatt nem játszott | Sérülés miatt nem játszott | Sérülés miatt nem játszott | Sérülés miatt nem játszott | Sérülés miatt nem játszott | Sérülés miatt nem játszott | Sérülés miatt nem játszott | Sérülés miatt nem játszott | Sérülés miatt nem játszott | Sérülés miatt nem játszott | Sérülés miatt nem játszott | Sérülés miatt nem játszott | Sérülés miatt nem játszott | Sérülés miatt nem játszott | Sérülés miatt nem játszott |
| 2009    | SF      | 11  | 10  | 5–5     | 225                        | 372                        | 60.5                       | 2350                       | 6.3                        | 18                         | 12                         | 81.5                       | 24                         | 51                         | 2.2                        | 0                          | 22                         | 134                        | 3                          | 1                          |
| 2010    | SF      | 11  | 10  | 3–7     | 204                        | 342                        | 59.6                       | 2370                       | 6.9                        | 14                         | 10                         | 82.1                       | 18                         | 60                         | 3.3                        | 0                          | 25                         | 140                        | 4                          | 2                          |
| 2011    | SF      | 16  | 16  | 13–3    | 273                        | 445                        | 61.3                       | 3144                       | 7.1                        | 17                         | 5                          | 90.7                       | 52                         | 179                        | 3.4                        | 2                          | 44                         | 263                        | 7                          | 2                          |
| 2012    | SF      | 10  | 9   | 6–2–1   | 153                        | 218                        | 70.2                       | 1737                       | 8.0                        | 13                         | 5                          | 104.1                      | 31                         | 132                        | 4.3                        | 0                          | 24                         | 137                        | 4                          | 1                          |
| 2013    | KC      | 15  | 15  | 11–4    | 308                        | 508                        | 60.6                       | 3313                       | 6.5                        | 23                         | 7                          | 89.1                       | 76                         | 431                        | 5.1                        | 1                          | 39                         | 210                        | 7                          | 3                          |
| 2014    | KC      | 15  | 15  | 8–7     | 303                        | 464                        | 65.3                       | 3265                       | 7.0                        | 18                         | 7                          | 93.4                       | 49                         | 254                        | 3.3                        | 1                          | 45                         | 229                        | 4                          | 1                          |
| 2015    | KC      | 16  | 16  | 11–5    | 307                        | 470                        | 65.3                       | 3486                       | 7.4                        | 20                         | 7                          | 95.4                       | 84                         | 498                        | 5.9                        | 2                          | 45                         | 235                        | 4                          | 0                          |
| 2016    | KC      | 15  | 15  | 11–4    | 328                        | 489                        | 67.1                       | 3502                       | 7.2                        | 15                         | 8                          | 91.2                       | 48                         | 134                        | 3.2                        | 5                          | 28                         | 140                        | 7                          | 4                          |
| 2017    | KC      | 15  | 15  | 9–6     | 341                        | 505                        | 67.5                       | 4042                       | 8.0                        | 26                         | 5                          | 104.7                      | 60                         | 355                        | 5.9                        | 1                          | 35                         | 207                        | 2                          | 1                          |
| 2018    | WAS     | 10  | 10  | 6–4     | 205                        | 328                        | 62.5                       | 2180                       | 6.6                        | 10                         | 5                          | 85.7                       | 41                         | 168                        | 4.1                        | 1                          | 22                         | 121                        | 6                          | 1                          |
| 2019    | WAS     | 0   | 0   | —       | Sérülés miatt nem játszott | Sérülés miatt nem játszott | Sérülés miatt nem játszott | Sérülés miatt nem játszott | Sérülés miatt nem játszott | Sérülés miatt nem játszott | Sérülés miatt nem játszott | Sérülés miatt nem játszott | Sérülés miatt nem játszott | Sérülés miatt nem játszott | Sérülés miatt nem játszott | Sérülés miatt nem játszott | Sérülés miatt nem játszott | Sérülés miatt nem játszott | Sérülés miatt nem játszott | Sérülés miatt nem játszott |
| 2020    | WAS     | 8   | 6   | 5–1     | 167                        | 252                        | 66.7                       | 1582                       | 6.3                        | 6                          | 8                          | 78.5                       | 10                         | 3                          | 0.3                        | 0                          | 22                         | 139                        | 1                          | 0                          |
| Karrier | Karrier | 174 | 167 | 99–67–1 | 3250                       | 5193                       | 62.6                       | 35650                      | 6.9                        | 199                        | 109                        | 86.9                       | 580                        | 2604                       | 4.5                        | 15                         | 432                        | 2463                       | 76                         | 29                         |

### Rájátszás
| Év      | Csapat  | GP | GS | W–L | Passz                      | Passz                      | Passz                      | Passz                      | Passz                      | Passz                      | Passz                      | Passz                      | Futás                      | Futás                      | Futás                      | Futás                      | Sack                       | Sack                       | Fumble                     | Fumble                     |
| Év      | Csapat  | GP | GS | W–L | Cmp                        | Att                        | Pct                        | Yds                        | Avg                        | TD                         | Int                        | Rtg                        | Att                        | Yds                        | Avg                        | TD                         | Sck                        | SckY                       | Fum                        | Lost                       |
| ------- | ------- | -- | -- | --- | -------------------------- | -------------------------- | -------------------------- | -------------------------- | -------------------------- | -------------------------- | -------------------------- | -------------------------- | -------------------------- | -------------------------- | -------------------------- | -------------------------- | -------------------------- | -------------------------- | -------------------------- | -------------------------- |
| 2011    | SF      | 2  | 2  | 1–1 | 36                         | 68                         | 52.9                       | 495                        | 7.3                        | 5                          | 0                          | 101.0                      | 7                          | 70                         | 10.0                       | 1                          | 7                          | 53                         | 2                          | 1                          |
| 2012    | SF      | 0  | 0  | —   | Sérülés miatt nem játszott | Sérülés miatt nem játszott | Sérülés miatt nem játszott | Sérülés miatt nem játszott | Sérülés miatt nem játszott | Sérülés miatt nem játszott | Sérülés miatt nem játszott | Sérülés miatt nem játszott | Sérülés miatt nem játszott | Sérülés miatt nem játszott | Sérülés miatt nem játszott | Sérülés miatt nem játszott | Sérülés miatt nem játszott | Sérülés miatt nem játszott | Sérülés miatt nem játszott | Sérülés miatt nem játszott |
| 2013    | KC      | 1  | 1  | 0–1 | 30                         | 46                         | 65.2                       | 378                        | 8.2                        | 4                          | 0                          | 119.7                      | 8                          | 57                         | 7.1                        | 0                          | 2                          | 15                         | 1                          | 1                          |
| 2015    | KC      | 2  | 2  | 1–1 | 46                         | 72                         | 63.9                       | 436                        | 6.1                        | 2                          | 1                          | 84.0                       | 14                         | 71                         | 5.1                        | 0                          | 4                          | 20                         | 0                          | 0                          |
| 2016    | KC      | 1  | 1  | 0–1 | 20                         | 34                         | 58.8                       | 172                        | 5.1                        | 1                          | 1                          | 69.7                       | 2                          | 9                          | 4.5                        | 0                          | 1                          | 6                          | 0                          | 0                          |
| 2017    | KC      | 1  | 1  | 0–1 | 24                         | 33                         | 72.7                       | 264                        | 8.0                        | 2                          | 0                          | 116.2                      | 4                          | 13                         | 3.2                        | 0                          | 4                          | 8                          | 0                          | 0                          |
| 2020    | WAS     | 0  | 0  | —   | Sérülés miatt nem játszott | Sérülés miatt nem játszott | Sérülés miatt nem játszott | Sérülés miatt nem játszott | Sérülés miatt nem játszott | Sérülés miatt nem játszott | Sérülés miatt nem játszott | Sérülés miatt nem játszott | Sérülés miatt nem játszott | Sérülés miatt nem játszott | Sérülés miatt nem játszott | Sérülés miatt nem játszott | Sérülés miatt nem játszott | Sérülés miatt nem játszott | Sérülés miatt nem játszott | Sérülés miatt nem játszott |
| Karrier | Karrier | 7  | 7  | 2–5 | 156                        | 253                        | 61.7                       | 1745                       | 6.9                        | 14                         | 2                          | 97.4                       | 35                         | 220                        | 6.3                        | 1                          | 18                         | 102                        | 3                          | 1                          |

### NFL rekordok
- Tökéletes irányítómutató (158,3) – 2013, 15. hét[75]
- Leghosszabb interception nélküli kezdés egy idényben: 287 passzkísérlet (2017)[76]

#### 49ers franchise rekordok
- Legtöbb negyedik negyedes fordítás egy szezonban: 6 (2011)[77]
- Legkevesebb interception egy szezon alatt (16 meccses kezdés esetén): 5 (2011)[77]
- Leghosszabb interception nélküli passzsorozat: 249 kísérlet[78][79]

#### Chiefs franchise rekordok
- Legtöbb futott yard egy irányítótól egy szezonban: 498 yard (2015)[80]
- Leghosszabb interception nélküli passzsorozat: 312 passz (2015, 3–14. hét között)[81]
- Legmagasabb passzpontosság egy szezonban (min. 200 passzkísérlet esetén): 67,5% (2017)[82]

## Magánélete
Alex Smith 2009-ben vette feleségül Elizabeth Barryt, aki korábban az Oakland Raiders szurkolócsapatának tagja volt. A házaspárnak két fia és egy lánya született.
Smithnek egy fiú- és két lánytestvére van. Egyik dédapja szerb származású osztrák bevándorló volt, aki 12 éves korában érkezett az Egyesült Államokba az Osztrák–Magyar Monarchia területéről. Az ő tiszteletére Alex, testvére és édesapja is magára tetováltatta a hagyományos szerb keresztet. Smith nagybátyja, John L. Smith 2018-ig egyetemi amerikaifutball-edzőként dolgozott, unokatestvére, Chris Shelton pedig korábban a Major League Baseball játékosa volt.
2007-ben Smith megalapította az Alex Smith Alapítványt, valamint az ahhoz kapcsolódó Alex Smith Guardian Scholars Programot, amely nehéz sorsú, nevelőszülői ellátásban felnövő fiatalok főiskolai továbbtanulását támogatja. A program elindításához Smith 500 000 dollárral járult hozzá saját forrásból, és azóta is ő finanszírozza annak jelentős részét. A Boston Globe példamutatónak nevezte az alapítvány működését, mivel 2008 és 2010 között több mint 800 000 dollárt gyűjtöttek, melynek 91%-át ösztöndíjakra és közvetlen támogatásokra fordították.
2014-ben a Utahi Egyetem díszdoktori címmel tüntette ki, és ő mondta el a végzős évfolyam ünnepi beszédét is a diplomaosztó ünnepségen.
2021-ben elindította a Just Live nevű ruházati kollekcióját egy divatmárkával együttműködésben. A kollekció teljes bevételét annak a Center for the Intrepid nevű rehabilitációs intézménynek ajánlotta fel, ahol ő is töltötte a felépülésének nagy részét.

## Fordítás
- Ez a szócikk részben vagy egészben a  Alex Smith című angol Wikipédia-szócikk fordításán alapul.  Az eredeti cikk szerkesztőit annak laptörténete sorolja fel. Ez a jelzés csupán a megfogalmazás eredetét és a szerzői jogokat jelzi, nem szolgál a cikkben szereplő információk forrásmegjelöléseként.